# 한국관광대학교
한국관광대학교(韓國觀光大學校, Korea Tourism College)는 대한민국 경기도 이천시에 위치한 사립 전문대학이다. 2001년 1월, 한국관광호텔전문대학으로 설립되었다.
학교법인 거영학원에서 운영하며, 대한민국내 관광 특성화 대학을 표방하고 있다. 국문 약칭으로 한광대(韓光大) 등이, 영문 약칭으로 KTC를 사용하고 있다.

## 연혁
2001년 1월 22일, 학교법인 거영학원의 김주영에 의하여 한국관광호텔전문대학이 설립되었다. 곧이어 2월 23일, 한국관광대학으로 교명을 변경하고 3월 5일 개교하였다. 2012년 8월 17일, 한국관광대학교로 교명을 변경하고 현재에 이르고 있다.

## 교육편제
한국관광대학교는 2024년 기준, 13개 학과를 설치하고 전문학사 학위 과정을 교수한다. 다만, 호텔경영과와 호텔조리과, 호텔제과제빵과 등의 과정에 한하여 학사 학위를 수여하는 전공심화 과정을 운영하고 있다.

## 교육 방침상의 특징

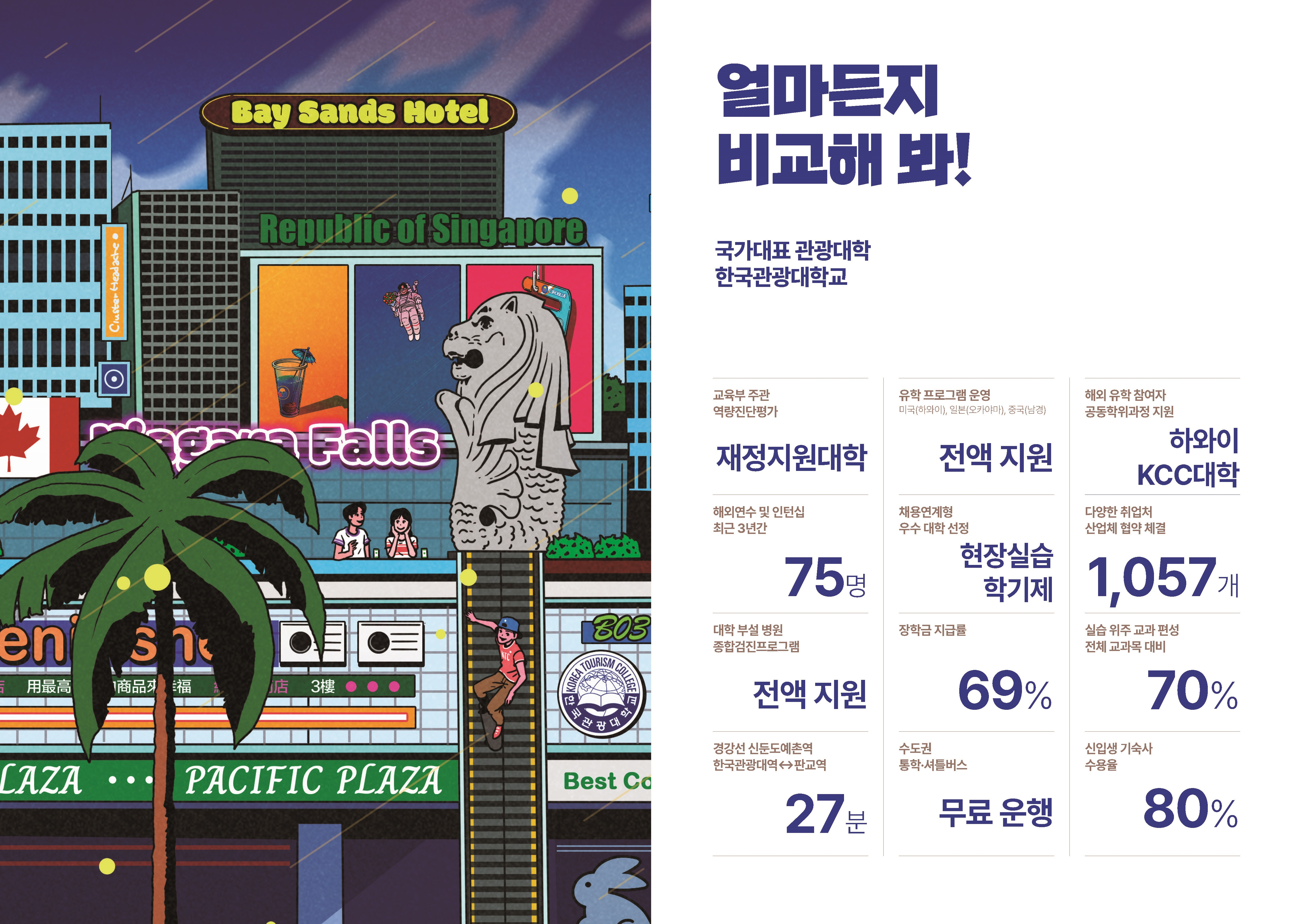
한국관광대학교의 교육 방침상의 특징

### 국제 교류
한국관광대학교 국제교류원은 학비 지원을 통한 일정 기간 유학 기회를 제공하고 있다. 파견 대학으로는 미국 하와이 대학교 카피올라니 커뮤니티 칼리지, 일본 오카야마 상과대학과 중화인민공화국 난징 사범 대학이 있다.

## 캠퍼스 풍경
한국관광대학교는 경기도 소재 사립 전문대학으로, 고척리에 캠퍼스가 소재한다. 캠퍼스 내 약 13동의 건축물이 위치하고 있다. 캠퍼스 동북부 일대 이장로311번길을 통해 캠퍼스 진입이 가능하다. 캠퍼스 4면은 산지에 접하며 인근에 중부고속도로와 영동고속도로가 지나고 있다.